# 田樹樟
田樹樟（1915年10月12日—2010年），山東高苑人，中华民国陆军将领。

## 生平
田樹樟畢業於中華民國陸軍軍官學校第11期步兵科、陸軍大學第19期，歷任陸軍第81師師長、馬祖守備區指揮官、第1軍團司令、台灣軍管區兼警備副司令、陸軍副總司令等職務。1977年退伍後，他出任中華民國國軍退除役官兵輔導委員會副主任委員。1982年5月，因時任主任委員趙聚鈺赴美就醫，而代理其職，直到6月10日鄭為元就任。1985年10月31日，田樹樟退休卸任。